# جارين جاكسون
جارين جاكسون (بالإنجليزية: Jaren Jackson)‏ مواليد 27 أكتوبر 1967 في نيو أورلينز، هو مدرب كرة سلة أمريكي ولاعب معتزل. بدأ مسيرته الاحترافية في سنة 1989. يبلغ طوله 6 قدم 4 بوصة (1.9 م). اعتزل اللعب في 2002. فاز بلقب دوري إن بي إيه.

## المسيرة الاحترافية
لعب مع بروكلين نتس في موسم 1989–1990، ثم لعب مع غولدن ستايت ووريورز في سنة 1992، ثم لعب مع لوس أنجلوس كليبرز في موسم 1992–1993، ثم لعب مع بورتلاند ترايل بلايزرز في موسم 1993–1994، ثم لعب مع فيلادلفيا سفنتي سيكسرز في موسم 1994–1995.

## روابط خارجية
- جارين جاكسون على موقع إن بي أي (الإنجليزية)
- جارين جاكسون على موقع سبورتس رفرنس (الإنجليزية)
- جارين جاكسون على موقع كرة السلة الأوروبية.كوم (الإنجليزية)
- جارين جاكسون على موقع كلية كرة السلة في سبورتس رفرنس.كوم (الإنجليزية)
- جارين جاكسون على موقع ريلجم (الإنجليزية)
- جارين جاكسون على موقع بروبوليرز (الإنجليزية)